# Coomansus composticola
Coomansus composticola är en rundmaskart som först beskrevs av Clark 1960.  Coomansus composticola ingår i släktet Coomansus, ordningen Mononchida, klassen Adenophorea, fylumet rundmaskar och riket djur. Inga underarter finns listade i Catalogue of Life.